# Shosobius cordialis
Shosobius cordialis är en mångfotingart som beskrevs av Chamberlin och Wang 1952. Shosobius cordialis ingår i släktet Shosobius och familjen stenkrypare. Inga underarter finns listade i Catalogue of Life.